# EnGarde Secure Linux
EnGarde Secure Linux este o distribuție de Linux bazată pe RPM.